# Cristofano dell'Altissimo
Cristofano di Papi, más conocido como Cristofano dell'Altissimo (Florencia, hacia 1525 - Florencia, 21 de septiembre de 1605) fue un pintor manierista italiano.

## Biografía

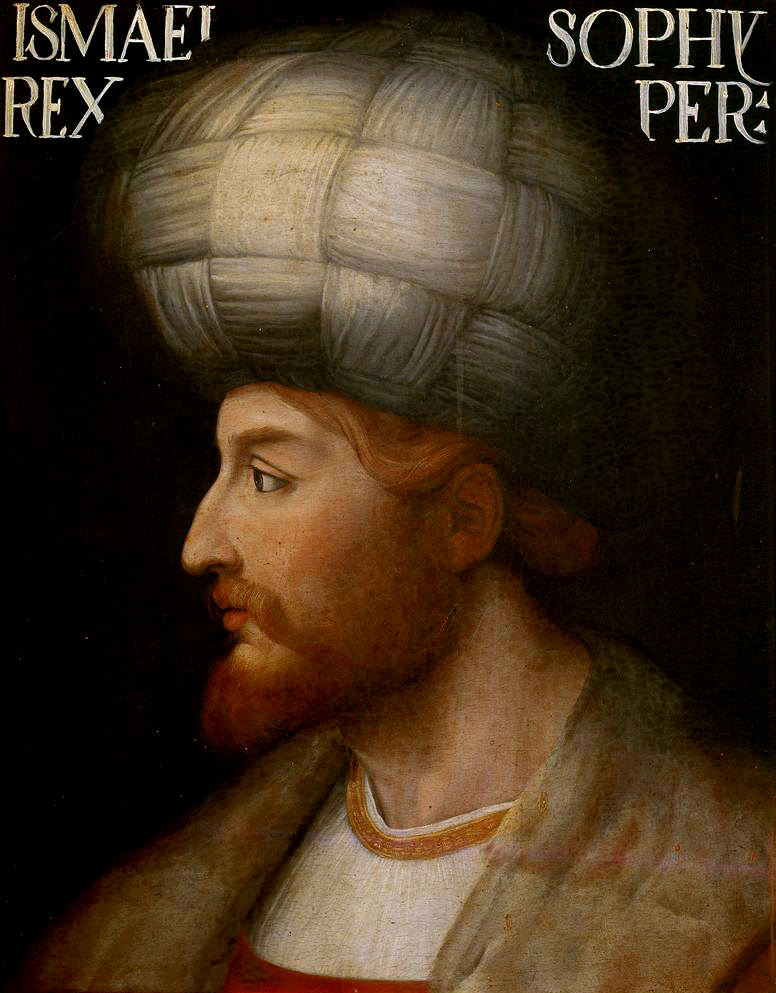
Ismail I (1487-1524)

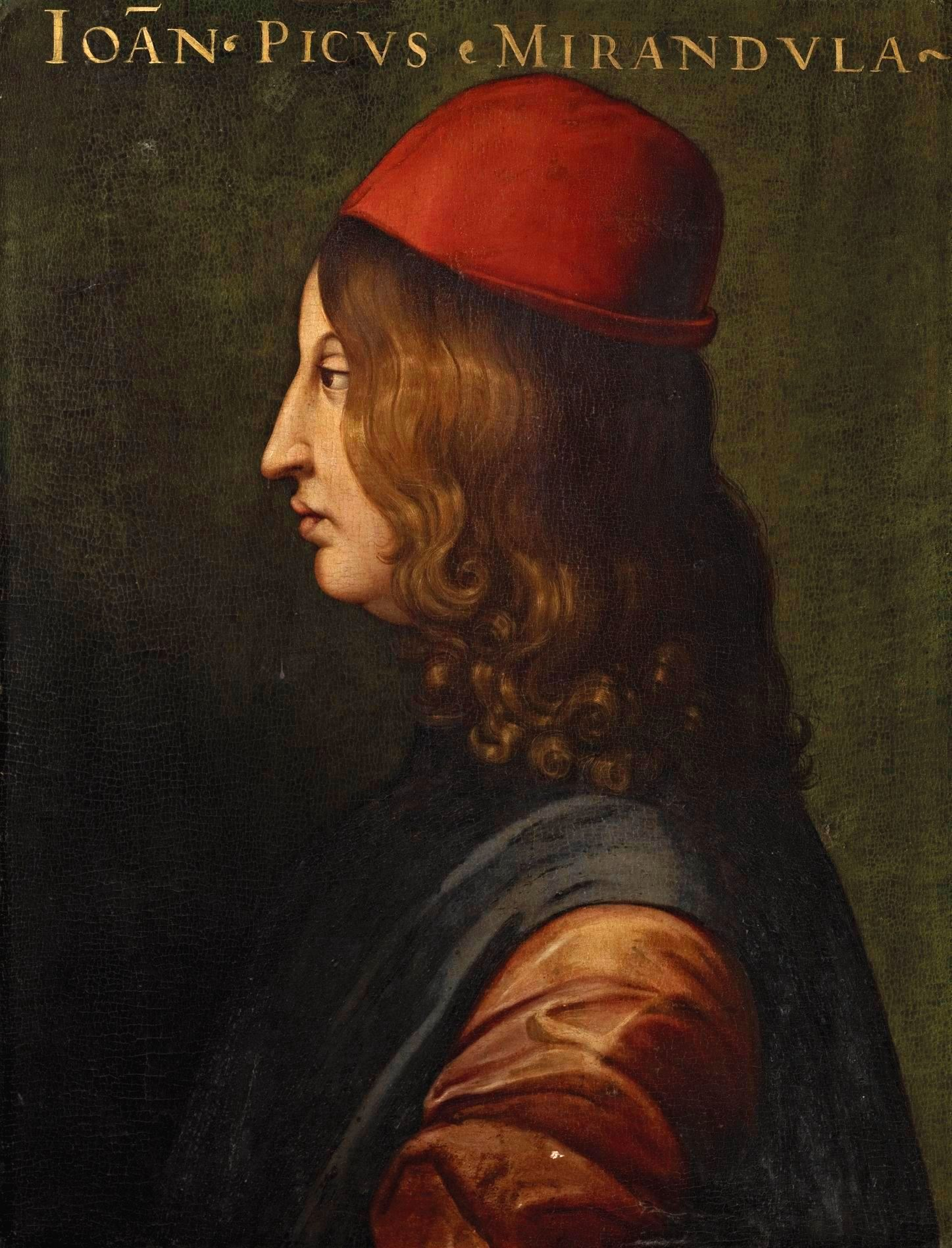
Retrato de Pico della Mirandola, uno de los cientos de retratos realizados para el corredor de los Uffizi.

Se formó junto a artistas como Pontormo y Bronzino, figuras destacadas del manierismo florentino. En 1552 recibió del gran duque Cosme I de Médici el encargo por el que pasará a la posteridad. Fue enviado para copiar las obras del famoso museo de retratos de hombres ilustres que Paolo Giovio había creado en la ciudad de Como. Esta labor le ocuparía hasta 1589, en que completó una serie de 280 retratos que a partir de 1591 pasaron a decorar el primer corredor de los Uffizi.
Durante su estancia en Como, Cristofano realizó un viaje a Milán para ejecutar un retrato de la duquesa Ippolita Gonzaga en competición con Bernardino Campi, que fue declarado vencedor. Dell'Altissimo siempre gozó de la protección de los Medici y su círculo más cercano: en 1562 era nombrado tesorero de la Accademia del Disegno fundada por Giorgio Vasari, el gran factotum en materia artística de la corte granducal. Vincenzo Borghini recomendó a Cristofano ante Cosme I para la realización de las decoraciones con motivo de la boda de su hijo mayor, el futuro Francisco I con Juana de Austria. El 22 de febrero de 1567 ingresó en el Arte dei Medici e Speziali, el gremio de los pintores florentinos.
Una vez concluida su labor en Como, regresó a Florencia (1590), donde está registrado un pleito de Cristofano contra Donato Bandinelli con respecto a un retrato de Francesco Ferrucci, cuestión que fue sometida al tribunal de la Accademia.